# Conioscinella ochracea
Conioscinella ochracea är en tvåvingeart som först beskrevs av Becker 1912.  Conioscinella ochracea ingår i släktet Conioscinella och familjen fritflugor. Inga underarter finns listade i Catalogue of Life.